# هارالد اشتارتسنگروبر
هارالد اشتارتسنگروبر (آلمانی: Harald Starzengruber؛ زادهٔ ۱۱ آوریل ۱۹۸۱ ‏(۴۳ سال)) دوچرخه‌سوار اهل اتریش است.